# Męczennice z Valenciennes
Męczennice z Valenciennes (zm. w październiku 1794 w Valenciennes) – w tak określanej grupie znajduje się jedenaście zgilotynowanych zakonnic. W czasie rewolucji francuskiej, w wyniku antykatolickich prześladowań religijnych, jak się szacuje, zginęło kilkanaście tysięcy ofiar, z których za męczenników Kościół katolicki uznał Męczenników z Paryża, 16 karmelitanek z Compiègne, Męczenników z Laval, Męczennice z Orange i sześćdziesiąt cztery ofiary deportacji. 

## Tło historyczne i geneza męczeństwa
Od 1654 roku w Valenciennes działalność wychowawczą dla dziewcząt prowadziły siostry zakonne z miejscowego klasztoru urszulanek. Po dokonanej w 1792 roku kasacie klasztoru zakonnice znalazły schronienie u swoich rodzin i w klasztorze w Mons. Do swojej posługi wróciły wraz z nadejściem wojsk austriackich. Do grupy urszulanek dołączyły też klaryska i dwie brygidki. W sierpniu 1794 roku odbite przez Republikę miasto stało się areną krwawych represji, w czasie których zakonnice zostały aresztowane między 1 a 4 września. Wyrokiem trybunału rewolucyjnego zostały skazane na śmierć i zgilotynowane. Przed egzekucją wybaczyły swoim katom przez ucałowanie rąk, a na szafot wzorem męczenników wczesnochrześcijańskich wchodziły pogodnie i z odwagą.
Wspominane są w dzienną rocznicę śmierci.
Proces informacyjny w diecezji Cambrai toczył się od 15 listopada 1900 do marca 1903 roku. Dekret o braku wcześniejszego publicznego kultu Sług Bożych (non cultu) ogłoszony został 27 listopada 1907, a dekret o męczeństwie 6 lipca 1919 roku.
Beatyfikacji dokonał 13 czerwca 1920 roku papież Benedykt XV.

## Lista błogosławionych

### Stracone 17 października
| Imię (imię oryginalne)                                                                  | Nazwisko  | Imię i nazwisko świeckie                                                | Data urodzenia      | Zakon      |
| --------------------------------------------------------------------------------------- | --------- | ----------------------------------------------------------------------- | ------------------- | ---------- |
| Maria Natalia od św. Ludwika Vanot Marie-Natalie-Joseph de Saint-Louis                  | Vanot     | Maria Ludwika Józefa Vanot Marie-Louise Vanot                           | 12 czerwca 1728     | urszulanka |
| Maria Laurentyna od św. Stanisława Prin Marie-Laurentine de Saint-Stanislas             | Prin      | Joanna Regina Prin Jeanne-Reine Prin                                    | 9 lipca 1747        | urszulanka |
| Maria Urszula od św. Bernardyna Bourla Marie-Ursule de Saint-Bernardin                  | Bourla    | Hiacynta Augustyna Gabriela Bourla Hyacinthe-Augustine-Gabrielle Bourla | 6 października 1746 | urszulanka |
| Maria Ludwika od św. Franciszka Ducrez Marie-Louise de Saint-François                   | Ducrez    | Maria Genowefa Ducrez Marie-Geneviève Ducrez                            | 27 września 1756    | urszulanka |
| Maria Augustyna od Najśw. Serca Jezusa Déjardins Marie-Augustine du Sacré-Cœur de Jésus | Déjardins | Maria Magdalena Déjardins Marie-Madeleine Déjardins                     | 11 czerwca 1760     | urszulanka |

### Stracone 23 października
| Imię (imię oryginalne)                                                                            | Nazwisko | Imię i nazwisko świeckie                         | Data urodzenia       | Zakon      |
| ------------------------------------------------------------------------------------------------- | -------- | ------------------------------------------------ | -------------------- | ---------- |
| Maria Klotylda od św. Franciszka Borgiasza Paillot Marie-Clotilde-Angèle de Saint-François Borgia | Paillot  | Klotylda Józefa Paillot Clotilde-Josèphe Paillot | 25 listopada 1739    | urszulanka |
| Maria Scholastyka Józefa od św. Jakuba Leroux Mary Scholastique-Josèphe de Saint-Jacques          | Leroux   | Maria Małgorzata Leroux Marie-Marguerite Leroux  | 14 lipca 1749        | urszulanka |
| Maria Kordula Józefa od św. Dominika Barré Marie-Cordule-Josèphe de Saint-Dominique Barré         | Barré    | Joanna Ludwika Barré Jeanne-Louise Barré         | 23 kwietnia 1750     | urszulanka |
| Józefina Leroux Josèphe Leroux                                                                    | Leroux   | Anna Józefa Leroux Anne-Josèphe Leroux           | 23 stycznia 1747     | klaryska   |
| Maria Franciszka Lacroix Marie-Françoise Lacroix                                                  | Lacroix  | Maria Liwia Lacroix Marie-Liévine Lacroix        | 24 marca 1753        | brygidka   |
| Anna Maria Erraux Anne-Marie Erraux                                                               | Erraux   | Maria Augustyna Erraux Marie-Augustine Erraux    | 20 października 1762 | brygidka   |